# El sopar dels erudits
El sopar dels erudits (títol original en grec Δειπνοσοφισταί, Deipnosophistaí: deipnon, 'sopar' i sophistai, 'sofistes') és una extensa obra de recerca literària i antiquària de l'escriptor hel·lenístic Ateneu de Nàucratis, escrita a Roma a principis del segle iii. El pes del diàleg el duu Ulpià, hoste d'un sopar en què l'objectiu principal és la conversa literària, històrica i antiquària. Entre els personatges hi ha lingüistes, lexicògrafs, juristes, i músics.

## Contingut
El sopar dels erudits és un relat donat per l'autor, Ateneu de Nàucratis, al seu amic Timòcrates, d'una sèrie de sopars (sembla que tres) efectuats a casa del romà Publi Livi Larenci, erudit i ric mecenes d'art. És, per tant, un diàleg dins d'un altre diàleg, a la manera de Plató, tot i que cada conversa és tan llarga que ocuparia uns dies. Dels vint-i-nou convidats s'anomenen Galé, Ulpià i Plutarc de Queronea, però potser tots se n'han de prendre com a personatges ficticis i, la majoria, poca o gens de part prenen en la conversa. Si Ulpià és idèntic al famós jurista, El sopar s'ha d'haver escrit després de la seua mort, ocorreguda l'any 228; però el jurista fou assassinat per la Guàrdia Pretoriana, mentre que l'Ulpià d'El sopar tingué una mort natural.
L'obra té un valor incalculable perquè subministra informació novel·lada sobre el món literari hel·lenístic de la classe ociosa durant l'Imperi romà. Per a la majoria de lectors moderns, encara més útil és la riquesa de la informació proporcionada en El sopar sobre la primerenca literatura grega. Durant el debat sobre autors clàssics, els participants diuen cites, llargues i curtes, de les obres d'uns 700 autors grecs antics i de 2.500 escrits, molts d'aquests sense registres. Menjar i vi, luxe, música, costums eròtics, xafarderies literàries i filologia són alguns dels principals temes de debat, i les històries que hi ha darrere de moltes obres d'art com la Venus Calipigia també ens les transmet aquesta obra.

### Alimentació i gastronomia
El sopar dels erudits és una important font de receptes de cuina gregues clàssiques. Cita el text original d'una recepta procedent del llibre de cuina perdut de Mítec, la més antiga en grec i la més antiga d'un autor en qualsevol idioma. Altres autors citats per les receptes són Glauc de Locri, Dionís, Epenet, Hegesip de Tàrent, Erasístrat, Diocles Caristi, Timaquides de Rodes, Filistió de Locri, Eutídem d'Atenes i Crísip de Tiana i Pàxamos.

### Homosexualitat
A més a més dels enfocaments principals, el text ofereix un retrat molt clar de l'homosexualitat en l'hel·lenisme tardà. Els llibres XII-XIII contenen molta informació per a l'estudi de l'homosexualitat en la Grècia romana. És un tema debatut per Alcibíades, Càrmides, Autòlic, Pausànias i Sòfocles. D'altra banda, se citen moltes obres sobre el tema hui perdudes, incloent-hi algunes dels dramaturgs Dífil de Sinope, Cratí d'Atenes, Èsquil i Sòfocles, així com del filòsof Heràclides Pòntic.

## Supervivència i recepció

Deipnosophistae, 1535

El sopar dels erudits estava compost originàriament per quinze llibres. L'obra es conserva en un manuscrit del qual els llibres 1 i 2, i algunes altres pàgines també, van desaparéixer fa molt de temps. Se'n va fer un epítom o resum en època medieval, i sobrevisqué sencer: des d'aquest és possible llegir les seccions perdudes, encara que de manera desarticulada. L'enciclopedista Thomas Browne escrigué un assaig en llatí sobre Ateneu que reflecteix un renovat interés en El sopar dels erudits entre els acadèmics seguidors de la publicació dels Deipnosofistes el 1612 per l'erudit clàssic Isaac Casaubon. Browne n'escrigué:
 
| « | Tant de bo sobrevisca una petita part dels escriptors que Ateneu cita, dispersos ací i allà; aquests notables, sorprenents o divertits, i òbriga l'apetit de l'àvid lector... mims, bufons, paràsits, («παράσιτος»): comensal invitat que, pels seus mèrits, donava fama al patró, com era el cas de sacerdots, ciutanans distingits i poetes. Precisament en El sopar, Ateneu fa servir l'expressió amb el significat original (234-236). En canvi, Lucià de Samòsata en fa en la seua obra El paràsit un ús pejoratiu que es troba també en el mot derivat «παρασιτία» («art del paràsit», «adulació»). En llatí, «părăsītus» també indicava en principi el convidat, el comensal, i s'usarà més tard despectivament. Les "hetera" són suportables i no divertiment impropi d'una festa de beguda. Hi ha una història d'allò més divertida en Ateneu sobre uns xics en un hostal d'Agrigent. Estan tan borratxos que creuen estar navegant en un vaixell sacsat per una tempesta salvatge. Per alleugerir la nau tiren per terra totes les estores i la vaixella, anomenen a la policia "tritons", ofereixen recompenses pel seu rescat als que els escarneixen, i ni tan sols s'espavilen quan els espectadors els furten les coses. | » |

Escrivint el 1867, el poeta James Russell Lowell descrigué El sopar i l'autor així: 
| « | L'amuntegament una mica greixós d'una literatura ravalera com la d'Ateneu esdevingué or amb el temps. | » |

Hi ha lectors moderns que es pregunten si El sopar realment evoca un col·loqui literari de raonaments cultes sobre un ventall de temes apropiats per a l'ocasió, o si té un biaix satíric que reflecteix els clixés culturals dels literats urbans del seu moment.